# Касымов, Эльдар
Эльда́р Касы́мов (узб. Eldor Qosimov; 8 мая 1978, Узбекская ССР — 12 августа 2015) — узбекистанский футболист, нападающий.

## Карьера
Начинал свою профессиональную карьеру в клубе «Семург» из Ангрена Ташкентской области. В сезоне 1999 стал лучшим бомбардиром турнира первой лиги с 36 забитыми голами. В 2000—2001 годах выступал в составе «Семурга» в высшей лиге Узбекистана, провёл 50 матчей и забил 25 голов.
В 2001—2003 годах играл за ФК «Бухара». В 2004—2005 годах играл за казахские клубы «Яссы-Сайрам» и «Ордабасы». Летом 2005 года вернулся в «Бухару». В 2006 году после тяжёлой травмы больше не играл на профессиональном уровне.
Скончался 12 августа 2015 года.

### Матчи за сборную Узбекистана
| №  | Дата            | Город               | Соперник | Счёт | Мин. | Голы | Турнир            |
| -- | --------------- | ------------------- | -------- | ---- | ---- | ---- | ----------------- |
| 1. | 29 февраля 2000 | Ташкент, Узбекистан | Монголия | 8:1  | 46'  | 85′  | Товарищеский матч |
| 2. | 18 мая 2000     | Бангкок, Таиланд    | Таиланд  | 0:2  | 51'  |      | Товарищеский матч |